# Hardcastle IV
Hardcastle 4 è il quarto album del raggruppamento Hardcastle.

## Tracce
1. Serene – 3:30
2. Free Fall – 4:28
3. Smooth Jazz Is Bumpin – 4:12
4. Keeping it Real – 3:47
5. Moments in Time – 4:12
6. Was It Love – 3:53
7. Midnight Moon – 4:06
8. Eastern Winds – 4:14
9. Where Are You Now – 4:12
10. Straight Ahead – 4:00
11. Time to Reflect – 4:16
12. Journey of the Lost Tribes – 5:00

Durata totale: 49:50
- Dopo 10 secondi dal termine del brano Journey of the lost tribes (3:50 - 4:00), inizia la ghost track End Max (4:00 - 5:00), una registrazione in bassa qualità di una bambina che canta.